# МТС (бренд)
МТС (Мобі́льні ТелеСисте́ми; раніше UMC; з 16 жовтня 2015 переходить на бренд Vodafone) — міжнародний бренд, під яким ЗАТ «Vodafone Україна» надає послуги мобільного зв'язку.
Бренд було створено 1992 року під назвою UMC. 2007 року бренд перейменувався в МТС, 2015 року — у Vodafone.

## Дані
Бренд UMC було створено 1992 року.
Гасла бренда — «На крок попереду», «Power to you».
Власники бренда — «Vodafone Україна», «Мобільні ТелеСистеми» та Vodafone Group plc.

## Історія
- 1992 — створення бренду UMC
- 1993 — UMC почав свою роботу в Росії
- 2007 — перейменування в МТС
- 2010 — оновлення логотипу
- 2014 — початок розвитку 3G
- 2015 — МТС переходить на бренд Vodafone

## Логотип
Бренд змінив 4 логотипи. Нинішній — 5-й за рахунком.
- з 1992 по 2007 рік логотипом був напис «UMC» в кольорах прапору України. Пізніше він був поміщений в квадрат, кольори якого теж були патріотичними, але буква «M» була білого кольору.
- з 2007 по 2010 рік логотипом було яйце з квадратом та написом «МТС», який теж помістився в квадрат.
- з 2010 по 2014 рік той самий логотип, але напис «МТС» був іншого шрифту. Напис був позбавлений квадрату.
- з 2014 по 2015 рік той самий логотип, але напис «МТС» змінився на «МТС УКРАЇНА».
- з 2015 по теперішній час логотипом став логотип компанії Vodafone.

Перший логотип (UMC, листопад 1992 — липень 2007)
Другий логотип (МТС, липень 2007 — осінь 2010)
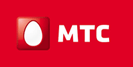
Третій логотип (МТС, осінь 2010 — 2014)
П’ятий логотип (Vodafone, з 16 жовтня 2015)